# حسن وايتسايد
حسن وايتسايد (بالإنجليزية: Hassan Whiteside) مواليد 13 يونيو 1989، هو لاعب كرة سلة أمريكي يلعب مع فريق ميامي هيت في الرابطة الوطنية لكرة السلة ويحمل الرقم 21. يبلغ طوله 7 قدم 0 بوصة (2.1 م).

## فرق لعب لها
- سكرامنتو كينغز
- ميامي هيت

## روابط خارجية
- حسن وايتسايد على موقع إن بي أي (الإنجليزية)
- حسن وايتسايد على موقع سبورتس رفرنس (الإنجليزية)
- حسن وايتسايد على موقع كرة السلة الأوروبية.كوم (الإنجليزية)
- حسن وايتسايد على موقع إي إس بي إن.كوم (الإنجليزية)
- حسن وايتسايد على موقع كلية كرة السلة في سبورتس رفرنس.كوم (الإنجليزية)
- حسن وايتسايد على موقع ريلجم (الإنجليزية)
- حسن وايتسايد على موقع بروبوليرز (الإنجليزية)
- حسن وايتسايد على موقع سبورتس رفرنس (الإنجليزية)